# Dilba (musikalbum)
Dilba är Dilbas första studioalbum, utgivet 1996. Låten "I'm Sorry" blev en stor hit. Den svenska progressive metal-gruppen Evergrey gjorde 2003 en cover på låten.

## Låtförteckning
1. Keep a Promise
2. Raindrops
3. I'll Catch a Star
4. I'm Sorry
5. Not Directly
6. Peaceful Place
7. Could It Be
8. Passion
9. No Room for Love
10. Last Call
11. We'll Stay